# Ashen
Ashen è un videogioco horror fantascientifico in stile gotico di tipo FPS sviluppato per la console Nokia N-Gage da Torus Games e pubblicato da Nokia il 17 giugno 2004.

## Trama
La città di Seven River sprofonda nel caos dopo una serie di violente tempeste e fenomeni soprannaturali. Il protagonista Jacob Ward affrontando le sue paure e seguendo i pochi indizi si fa strada tra le vie e gli edifici disabitati affrontando orde di esseri mostruosi per ritrovare sua sorella Vanessa e per salvare la città.